# VVS-centralförbundet
VVS-centralförbundet (finska: LVI-keskusliitto), är en finländsk intresseorganisation för VVS-branschen. 
Förbundet, som grundades 1960 och har sitt säte i Helsingfors, har tio medlemsföreningar och representerar ett brett fält där industrin, entreprenörerna, handeln och planeringen är företrädda. Stiftande medlem är den svenskspråkiga Värme- och sanitetstekniska föreningen i Finland (grundad 1936). Denna har omkring 650 medlemmar (2006) och ger sedan 1937 ut tidskriften Värme- och sanitetsteknikern.